# Цыганская площадь (Екатеринбург)
Цыганская площадь — упразднённая площадь на территории современного жилого района «Южный» Ленинского административного района Екатеринбурга.
Располагалась в пределах современных улиц: с севера — Фрунзе, с запада — Степана Разина, с юга — Отто Шмидта, с востока — Чайковского.
Получила соответствующее название в связи с тем, что на площади останавливались цыганские таборы. На площади работал рынок лошадей и предметов конской упряжи.
В 1930-е годы на территории площади построено первое в городе трамвайное депо (ныне Южное), а на территории её восточной части нынче расположен Свердловский инструментальный завод.